# Cinema surrealista

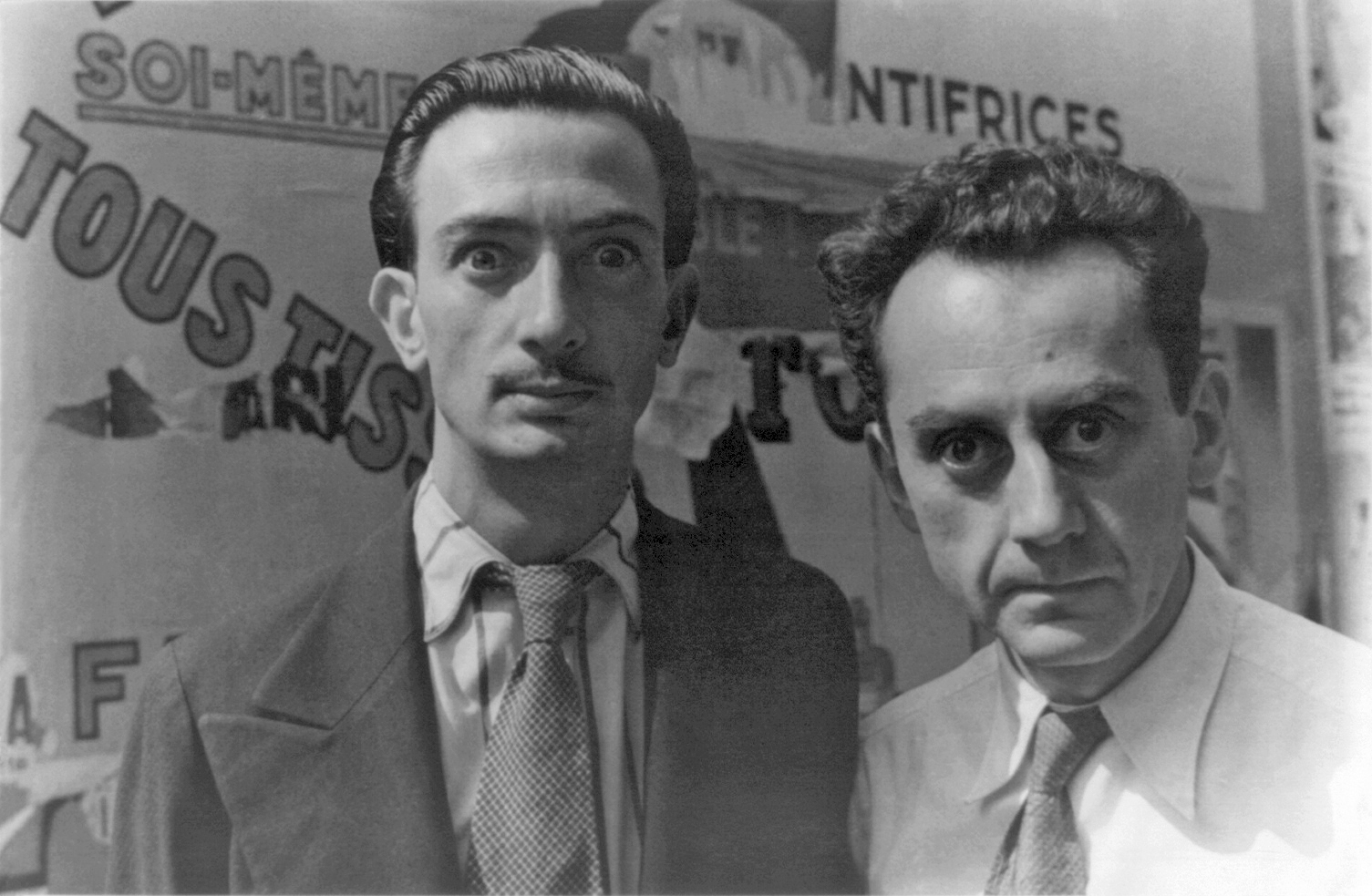
Salvador Dalí e Man Ray il 16 giugno 1934 a Parigi, fotografo: Carl van Vechten

Il cinema surrealista è una delle avanguardie del cinema francese degli anni venti del XX secolo. Si colloca nel periodo compreso tra il 1924 e il 1930, ed ebbe come protagonisti due spagnoli: Luis Buñuel e Salvador Dalí.

## Contesto artistico
Il Surrealismo prese le mosse a partire dalle ceneri del movimento dadaista, abbandonato dai suoi stessi fondatori dopo il 1923 per una certa stanchezza verso il voler essere sovversivi e dissacratori a tutti i costi, fino a una fase di stallo e vuoto intellettuale. Anticipatori del movimento erano stati i poeti Arthur Rimbaud (che aveva scritto dello sconosciuto che abbiamo dentro di noi) e Charles Baudelaire (il primo dandy, che andava contro il gusto comune e tutte le mode).
André Breton cercò di ridare contenuto alle spinte innovative dell'avanguardia, proponendo di scavare in profondità l'animo umano e il mondo, andando oltre la superficie delle apparenze. Suo è il Manifesto surrealista, del 1924. Tra i campi da esplorare c'erano la sessualità repressa, l'inconscio, le culture "primitive" di altri paesi lontani o l'arte popolare, tutte forme di una conoscenza che permetteva di scoprire la realtà oltre gli schemi tradizionali. Un altro dei padri del movimento fu Guillaume Apollinaire, che coniò la parola "surreale" nel dramma Le mammelle di Tiresia (1917), dove le ombre si staccavano dai personaggi e parlavano da sole. Anche Apollinaire aveva ribadito la necessità di abbandonare l'arte alta e colta per seguire piuttosto quella bassa e popolare. Nacque una vera e propria nuova estetica, basata sul brutto, sullo sporco, sulle sensazioni violente, forti e dure. Nel cinema riscoprirono opere popolari, allora considerate quasi spazzatura, quali la serie di Fantômas o i film di Méliès (al quale dedicarono la prima retrospettiva del cinema, nel 1931).

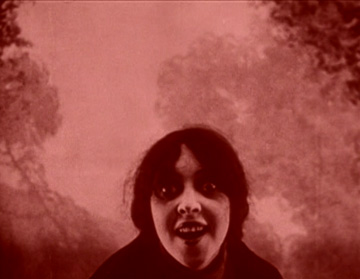
Musidora in Les Vampires (1915)

Ninfa egeria del movimento surrealista, fu l'attrice Musidora, protagonista del serial Les Vampires di Louis Feuillade: nel 1929, André Breton e Louis Aragon le dedicano una commedia, Le Trésor des Jésuites, dove tutti i personaggi hanno un nome che è l'anagramma di quello di Musidora: Mad Souri, Doramusi... e così via.
Sigmund Freud, fino ad allora ignorato dalla cultura ufficiale, divenne una miniera per i surrealisti, che esaltarono l'inconscio in tutta la sua potenza sovversiva.
I surrealisti cercarono inoltre di abolire il confine tra sogno e veglia, cercando una "scrittura automatica" da semiaddormentati (Robert Desnos), oppure creando immagini "ipnagogiche", che si vedono tra sonno e veglia e che ci accompagnano nel sonno (Salvador Dalí). Un altro tema caro ai surrealisti è quello dell'amour fou, l'amore spinto fino alla follia, travalicando ogni vincolo e catena: a questo tema si possono ricondurre i due film simbolo del movimento, Un chien andalou e L'age d'or (rispettivamente 1929 e 1930).

## Cinema surrealista
Il cinema surrealista si caratterizza per un aspro taglio documentaristico, per il richiamo nel modo quanto più semplice e diretto al "cinema primitivo" e per l'evitare l'uso di un montaggio aperto e ritmico.

### Buñuel e Dalí
I film surrealisti veri e propri sono molto pochi, secondo alcuni solo due: Un chien andalou di Luis Buñuel e Salvador Dalí (1929) e L'âge d'or di Buñuel (1930), entrambi dedicati al tema dell'amour fou.
In Un chien andalou la primissima scena è, a detta di molti, una delle più terrificanti dell'intera storia del cinema: il taglio dell'occhio di una donna con un rasoio (in realtà un trucco di montaggio, col taglio dell'occhio di un bue morto). La scena, che ha come attore il regista Buñuel stesso, è emblematica della rivoluzione visiva surrealista, che intende squarciare l'occhio dello spettatore per fargli vedere, anche a costo di grandi sofferenze, tutto quello che non ha mai visto e forse non ha mai voluto vedere. Nei circa 20 minuti del film si vedono un uomo e una donna attratti reciprocamente da una pulsione erotica intensa e violenta (tra le prime rappresentazioni cinematografiche di una sensualità così esplicita), ma una serie di situazioni e figure si interpongono fra i due: distrazioni, ostacoli (come i preti legati al pianoforte che bloccano l'uomo), nemici (come l'anti-io del protagonista) e la repulsione che alterna e frustra i loro desideri. In un continuo passaggio a situazioni e ambienti diversi, come in un sogno, il film finisce con una visione triste e demistificata: l'uomo e la donna sono sepolti nella sabbia sul mare, a pochissima distanza l'uno dall'altra ma impossibilitati a toccarsi, in un crudele paradosso.
L'âge d'or è un film ancora più provocatorio, che cozza col titolo volutamente sarcastico. In un mondo di crimini, violenze e ferocia primitiva una coppia di amanti è travolta fino alla sofferenza più dolorosa, con una scena conclusiva accusata di blasfemia: Gesù Cristo e il duca de Blangis (il protagonista de Le centoventi giornate di Sodoma del Marchese de Sade) sono la stessa persona. A causa delle accuse di anticristianesimo Buñuel dovette scappare in Messico, dove girò alcuni film negli anni quaranta. Tornato però nel frattempo in Spagna realizzò nel 1932 il documentario Terra senza pane (Las Hurdes) su un poverissimo paese di pastori, dove dimostrò come il surrealismo non era solo sogno e fantasia, ma anche osservazione spietata della realtà.

### Altri
Opera intermedia fra vari movimenti di avanguardia è il film di Marcel Duchamp Anémic Cinéma (1925), uno spettacolo ipnotico di dischi rotanti.
Man Ray invece produsse il film L'étoile de mer (1928), dove cercava un cinema di puro lirismo, come poesia composta da immagini anziché da parole. Attraverso una porta con vetro smerigliato vediamo infatti un'azione che accade, ma non si riesce a capire con chiarezza cosa succede, frustrando il desiderio di conoscenza dello spettatore e portandolo così a riflettere come la conoscenza del mondo sia spesso un'esperienza al di là delle nostre possibilità.
Nel film La Coquille et le Clergyman di Germaine Dulac su soggetto di Antonin Artaud (1928) viene invece ripreso il tema dell'amore folle, descrivendo in maniera allucinatoria il rapporto tra due individui, una giovane e un sacerdote vergine ossessionato dal sesso.
Ascrivibili al surrealismo sono anche le opere di Jean Cocteau, come Le Sang d'un poète (1930), dove un giovane artista attraversa uno specchio per entrare in un mondo ignoto, figura che ritorna anche nel film Orfeo del 1950. Per Cocteau lo specchio, tipico simbolo surrealista, era "la morte al lavoro", inteso come rivelatore del tempo che passa, del nostro cammino verso la morte.

## Eredità del surrealismo
Il primo diretto erede del surrealismo fu il movimento del realismo poetico francese, che fu una sintesi di poesia e narrazione, tanto che viene spesso identificato come "narrazione poetica", appunto. Gli stessi autori già appartenenti alle avanguardie recuperarono l'obiettivo di raccontare storie, tanto care al pubblico, partecipando al nuovo movimento che però faceva tesoro di quanto sperimentato nel decennio precedente. Uno dei mezzi principali di fare poesia nella narrazione fu la manipolazione soggettiva delle inquadrature (soggettiva stilistica), che mostra non solo cosa vede il personaggio, ma anche lo stato d'animo che prova.
Anche lo stile e i film di Alejandro Jodorowsky come El Topo, La montagna sacra e Santa Sangre sono di stampo surrealista, talvolta provocatorio.
Al surrealismo spetta senz'altro il merito di aver aperto una finestra sui sogni, gli incubi, le cose proibite, i grandi amori e altri fantasmi, che d'ora in avanti entrano nei temi cinematografici. Grande debitore è pure il cineasta Federico Fellini col suo stile malinconico, onirico e talvolta satirico. Inoltre, anche generi cinematografici come il cinema horror e quello fantascientifico di oggi e registi ne son debitori, come David Lynch, David Cronenberg, Abel Ferrara, Dario Argento, Tinto Brass, Hélène Cattet e Bruno Forzani, Gabriele Salvatores (col tema dello specchio, ripreso da Cocteau). Lo stesso Alfred Hitchcock fece spesso ricorso all'estetica del cinema surrealista soprattutto nelle scene di sogno e di incubo (Io ti salverò, 1945, con la collaborazione di Dalí, e La donna che visse due volte, 1958) o nelle scene finali (Intrigo internazionale, 1959); stessa cosa vale per Roman Polański ne L'inquilino del terzo piano, in cui la vicenda da incubo che accade a Trelkowski, il protagonista, è surreale, angosciosa e alienante.
Inoltre l'attenzione e la rivalutazione delle altre culture dei surrealisti ha fatto da apripista per artisti dei paesi sudamericani e africani, come antesignano dell'antropologia culturale moderna.